# Nord (Brandenburg an der Havel)

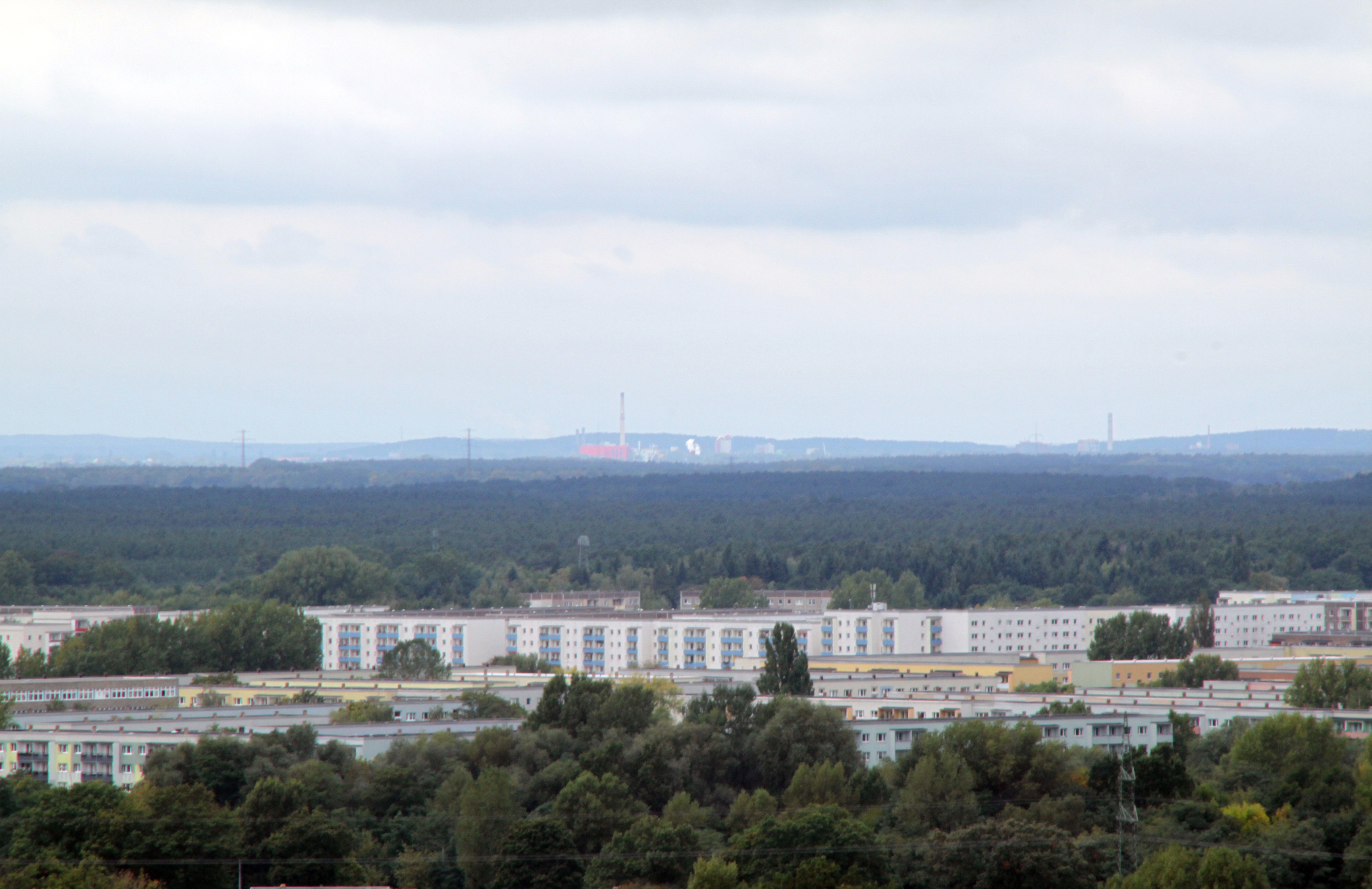
Der nordwestliche Bereich des Stadtteils Nord der Stadt Brandenburg an der Havel von Süden aus gesehen.

Nord ist ein Stadtteil von Brandenburg an der Havel. Er liegt im Norden des Stadtgebiets. Derzeit wird der Stadtteil von 9.628 Einwohnern, davon 323 Ausländern, bewohnt. (Stand 31. Dezember 2014) Der Stadtteil umfasst eine Fläche von etwa 126 ha.

## Geographie
Nord liegt im nördlichen Stadtgebiet. Südlich wird er durch den Marienberg begrenzt. Nach Norden reicht er an den Silokanal. Im Osten begrenzen der Kleine Beetzsee und die Brielower Straße den Stadtteil Nord. Im Westen wird Nord durch die August-Bebel-Straße begrenzt.

## Geschichte

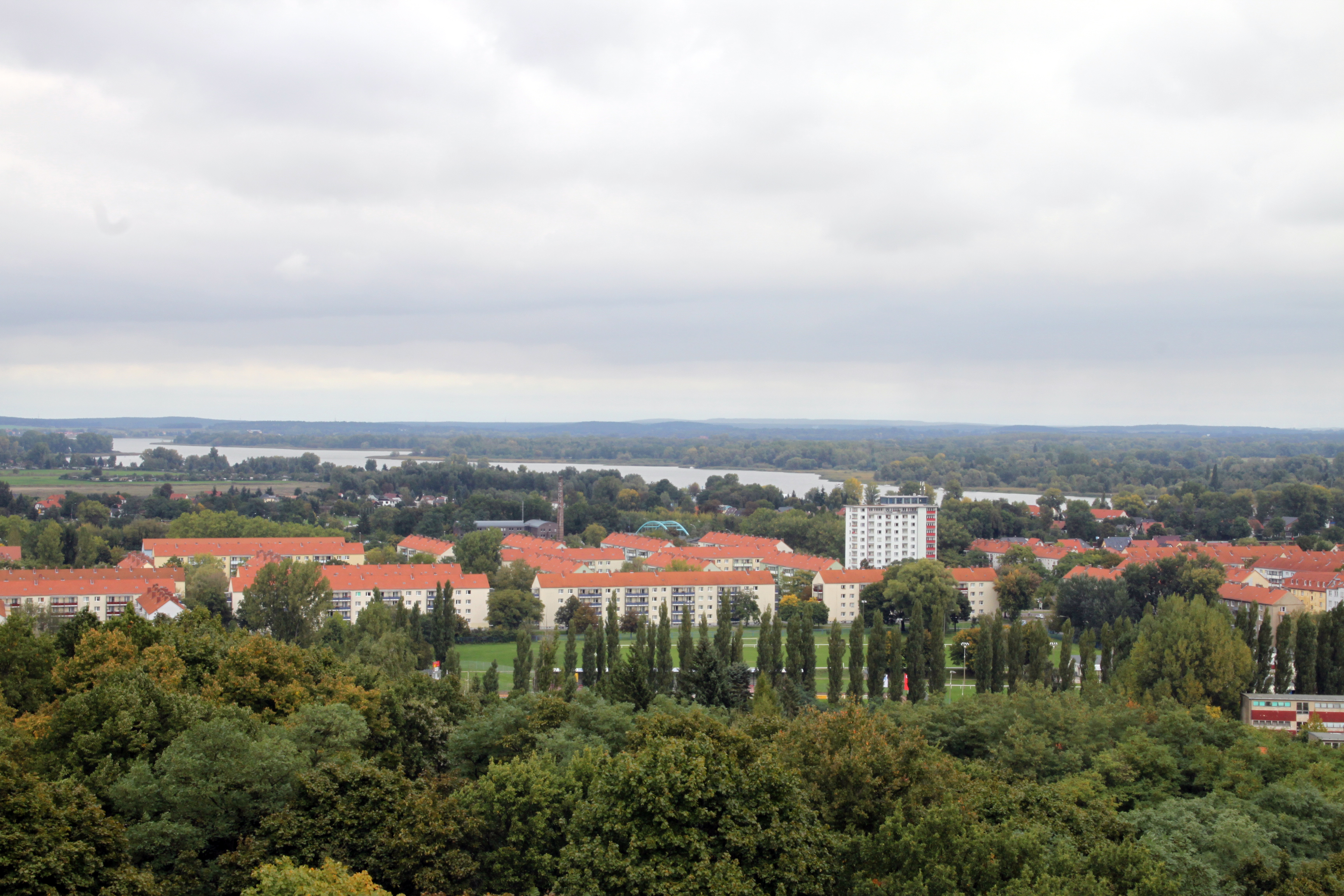
Der nordöstliche Bereich des Stadtteils Nord der Stadt Brandenburg an der Havel von Süden aus gesehen.

Am 21. Juli 1959 wurde der planmäßige Aufbau des Stadtteils Nord mit einer Grundsteinlegung in der Brielower Straße begonnen. Dies geschah, um die Wohnungsnot in der Industriestadt zu lindern, die sich sowohl aus den Zerstörungen des Zweiten Weltkriegs im Stadtgebiet als auch aus der massiven Zuwanderung in die Stadt Brandenburg/Havel in den 1950er Jahren ergab. Die Zielstellung bestand darin, den Arbeitern und ihren Familien ausreichenden und lebenswerten Wohnraum in einem Umfeld zu schaffen, das deutlich zu den Mietskasernen des frühen Industriezeitalters kontrastierte. In vierzehn Jahren wurden bis 1973 5.246 Wohnungen für 16.400 Einwohner geschaffen.
Federführend mit der Planung und Umsetzung des komplexen Bebauungsvorhabens mit größtenteils grundrissnormierten Mehrgeschossern auf einer Grundfläche von ca. 126 ha, zunächst in Backstein- später in Plattenbauweise, wurden Stadtbaudirektor Werner Gabrysiak und der Architekt Hans-Jürgen Kluge betraut.
Ein Beschluss des Rates der Stadt vom 19. April 1961 schuf die rechtlichen Grundlagen für den Aufbau des neuen Stadtteils „auf der grünen Wiese“. Dabei kam es zu Enteignungen von bestehenden Kleingartenanlagen, aber auch landwirtschaftlich genutzten Flächen. Diese Maßnahmen erregten in der Bevölkerung Unmut.
Auch der Baugrund um die ehemalige „Musterwiese“, eine schon im 18. Jahrhundert für militärische Exerzierübungen genutzte Fläche, erwies sich als problematisch. Wurde bereits im 18. Jahrhundert Material aus dem Marienberg entnommen, um versumpfte, feuchte und morastige Gebiete aufzufüllen, so standen die Bauplaner des 20. Jahrhunderts vor denselben Problemen eines instabilen, inhomogenen und durchfeuchteten Baugrunds mit eingestreuten Torflinsen.
Der erste Bau, der noch vor der offiziellen Beschlussfassung errichtet wurde, ist die heutige Adresse Brielower Straße 9–12 auf der Westseite dieser Ausfallstraße. Geplant wurden zunächst drei Wohnkomplexe mit jeweils eigenen Zentren der Versorgung und der kulturellen Angebote, wie Restaurants, Schulen, Kindergärten, Sportanlagen und dergleichen mehr.
Vorsorglich wurde die Breite der Hauptachse des Stadtteils so dimensioniert, dass perspektivisch eine problemlose Verlängerung des bestehenden Straßenbahnnetzes nach Nord hätte umgesetzt werden können. Dazu kam es jedoch nie. Nord wird im Bereich des öffentlichen Personennahverkehrs ausschließlich von Kraftomnibussen und Taxis, und nur an seinem westlichen Rand von zwei Straßenbahnlinien versorgt.
Andererseits fiel eine wichtige Verkehrstrasse der Neuanlage des Wohngebietes zum Opfer: Die Fohrder Landstraße, die einst vom Rathenower Torturm kommend, unterhalb des Nordhanges des Marienberges verlaufend, dann nach Nordwesten abknickte, den Silokanal passierte, um dann im weiteren Verlauf die Trasse der heutigen B 102 aufzunehmen, wurde zum großen Teil überbaut. Nur dort, wo sie bereits von bestehenden Wohn- und Produktionsgrundstücken flankiert wurde, erhielt sich ihr Verlauf. Durch den erhaltenen Alleenbaumbestand, zumeist Linden, ist ihr Verlauf, ähnlich dem der alten Hohenzollernstraße, noch sehr gut nachzuempfinden. Am Kreuzungspunkt zum Silokanal führt nun statt der alten Brücke eine neue Eisenbahnbrücke, die auch für den Fußgängerverkehr zugelassen ist, über die Bundeswasserstraße. Der Abschnitt der Fohrder Landstraße zwischen der Werner-Seelenbinder-Straße und dem Silokanal wurde hingegen völlig überbaut. Der stadteinwärts/-auswärts fließende Verkehr wurde sowohl für die von den Opelwerken überbaute Hohenzollernstraße, als auch für die Fohrder Landstraße von der vierspurigen August-Bebel-Straße übernommen und am Silokanal mittels der Gördenbrücke über das Gewässer geführt.
Hauptsächlich wird der Stadtteil von Viergeschossern vom Typ L-4 dominiert. Allerdings begann man im westlichen Bereich und später auch im nördlichen Bereich Plattenbauten einzuziehen, die fünf und sechs Geschosse hatten. Das stellte die Planer allerdings vor das Problem, dass nach geltendem Baurecht der DDR ab der fünften Etage ein Personenaufzug einzubauen war. Dieses aber war in der geforderten Menge mit den vorhandenen finanziellen Budgets nicht umzusetzen. Man behalf sich mit einer sprachlichen Lösung, in dem man diese Gebäude nicht beispielsweise „Fünfgeschosser“, sondern „Vier-plus-eins-Geschosser“ nannte.
Ab einer Höhe von Siebengeschossern wurden jedoch Personenaufzüge unumgänglich und entsprechend verbaut. Zwei Punkthochhäuser in der Werner-Seelenbinder- und in der Willi-Sänger-Straße akzentuierten gemeinsam mit dem elfgeschossigen Hochhaus Brielower Straße 23 (Baujahr 1963, Entwurf von Horst Kops) das architektonische Gesamtensemble. 1977 kam am südwestlichen Stadtteilrand das Buchhochhaus hinzu. In Nord wurden dann ausgangs der sechziger Jahre schon Wohnblocks des verbreiteten Typs WBS-70 gebaut.
Gleichwohl die Lebensqualität, die der damals junge Stadtteil bot, sehr nachgefragt wurde, gaben die mehrheitlichen Zwei- und Zweieinhalb-Zimmer-Wohnungen mit Balkon mit ihren durchschnittlichen Größen von nur 50–60 Quadratmetern Anlass zur Kritik.
In den Anfangsjahren war eine kontinuierliche und bedarfsgerechte Versorgung der Bevölkerung von Nord mit Trinkwasser kaum zu gewährleisten. Insbesondere die oberen Etagen konnten aufgrund mangelnder Wasserdrücke anfangs der sechziger Jahre oft nur auf öffentliche Entnahmestellen zurückgreifen. Infolgedessen wurde der Hochbehälter auf dem angrenzenden Marienberg gebaut, dessen Kapazitäten das Trinkwasserversorgungs-Problem nachhaltig löste.

## Bildung
Nord besitzt mit der Konrad-Sprengel-Schule eine Grundschule. Die Oberschule Nord deckt den Oberschulbereich ab und am Bertolt-Brecht-Gymnasium kann in Nord auch eine Hochschulzugangsberechtigung erworben werden.
Die Oberschule Nord vom Typ Erfurt wies ursprünglich einen doppel-T-förmigen Grundriss auf. In Folge des massiven und rapiden Bevölkerungsverlustes der Stadt Brandenburg an der Havel in den 1990er-Jahren und des steigenden Altersdurchschnitts des Stadtteils Nord sank die Schülerzahl entsprechend, obgleich der Beschulungsumkreis ausgeweitet wurde. Damit konnte der Gesamtkomplex der Schule nicht mehr kostendeckend genutzt werden. Im Zuge eines Rückbauprogramms entschied sich daher die Stadtverwaltung Brandenburg an der Havel zum Abriss des Südflügels der Schule einschließlich der südlichen Hälfte des Fachraumgebäudes. Das benachbarte zugehörige Gebäude, das in der DDR-Zeit die Schülerspeisung beherbergte, wird nunmehr in privater Hand als Fahrradgeschäft (südliche Hälfte) und als Druckerei (nördliche Hälfte) genutzt.
Mehrere Kindertagesstätten ergänzen den Bereich der Kinderbetreuung. Diese werden jedoch zunehmend von Einwohnern genutzt, deren Wohnsitz nicht in Nord liegt. Anwohner des Stadtteils sind zumeist ältere Menschen.

## Kultur
Da die Freilichtbühne in den Nordhang des Marienberges hineingebaut wurde, ist sie als dem Stadtteil zugehörig zu betrachten. Sie wurde in den Jahren 1955 und 1956 von der FDJ im Rahmen des Nationalen Aufbauwerkes (NAW) in freiwilliger Arbeitsleistung errichtet. Die in der Gestalt eines halben Amphitheaters erbaute Freilichtbühne bot über 1000 Besuchern Platz. Viele Sport- und Kulturveranstaltungen wurden in ihr ausgerichtet. Nach dem Untergang der DDR konnte die Bühne jedoch nicht mehr ausgelastet werden. Der Spiel- und Veranstaltungsbetrieb wurde eingestellt. Die Freilichtbühne verfiel. Im ersten Jahrzehnt des 21. Jahrhunderts wurde die Freilichtbühne noch einmal aufwändig saniert und gesichert. Bis in die Gegenwart wurde jedoch noch kein tragfähiges Nutzungskonzept gefunden, so dass das Objekt wieder ungenutzt ist.
Unterhalb der Freilichtbühne befindet sich eine große Friedhofsanlage mit einem der ersten Krematorien des Landes Brandenburg. Dieses Krematorium wurde in der Amtszeit und auf Initiative des Brandenburger Oberbürgermeisters Walther Ausländer (1920–1926) gebaut, der einer reformatorischen Idee aus der Zeit der Weimarer Republik folgend, die Feuerbestattung als hygienisch und platzsparend gegen den erbitterten Widerstand klerikaler Kreise in Brandenburg/Havel einführte.
Auf dem Gelände dieses Friedhofs befindet sich unterhalb der Kriegsgräberstätte auch das sogenannte „Terrorfeld“, auf dem etwa 1000 Opfer der Luftangriffe des Zweiten Weltkriegs auf die Havelmetropole bestattet sind.
Westlich der Kriegsgräberstätte befindet sich am Nordaufgang zum Marienberg das Mahnmal für die von den Nationalsozialisten im Zuchthaus Brandenburg ermordeten Antifaschisten mit einer Bronzestatue eines gefesselten antifaschistischen Kämpfers von Albert Treyne. Dieses Ehrenmal sollte nach Plänen des Zentralkomitees der Sozialistischen Einheitspartei Deutschlands (SED) zu einer zentralen Nationalen Gedenkstätte mit angeschlossenem Museumskomplex ausgebaut werden. Diese Pläne wurden, bedingt durch den Untergang der DDR, nie realisiert.
Eines der kulturellen Zentren der Stadt Brandenburg/Havel war in der DDR das Restaurant „Rendezvous“ an der Ecke Brielower Straße / Werner-Seelenbinder-Straße. Dieser gastronomische Betrieb konnte sich unter den Bedingungen der Marktwirtschaft nicht halten. Ein Teil des gastronomischen Komplexes steht daher derzeit leer und auch eines der Wahrzeichen und Attraktionen des Stadtteils, ein vor dem „Rendezvous“ abgestellter roter Londoner Doppeldeckerbus, wurde im Jahre 2014 entfernt.

## Sport
In Nord befindet sich zwischen der Brielower Straße (Eingang), der Werner-Seelenbinder-Straße und der Freiherr-von-Thüngen-Straße der Werner-Seelenbinder-Sportplatz. Das große Sportfeld umfasste in der DDR ein Stadion, einen daneben gelegenen Sportplatz und ehemals eine nördlich gelegene Radrennbahn. Diese wurde jedoch in den neunziger Jahren abgerissen und zu einem gewöhnlichen Sportplatz umgebaut. Der Werner-Seelenbinder-Sportplatz wird derzeit hauptsächlich vom Fußballverein „Brandenburger SC Süd 05“ genutzt.
2012 wurde an der Willi-Sänger-Straße eine Dreifelderhalle neu errichtet, die dem Schul-, Vereins- und Breitensport zur Verfügung steht. In der Dreifelderhalla am Marienberg wurden im Oktober 2016 die 6. Europameisterschaften der Jugend und Kadetten im Sumō ausgetragen. Damit wurde auch sie zur Austragungsstätte eines internationalen Turniers.
Am Ufer des Beetzsees befindet sich die Regattastrecke, deren Bau 1967 begann und die seither Gastgeber vieler, auch internationaler Wettkampfveranstaltungen von Seglern, Ruderern, Kanuten, Drachenbootfahrern und motorisierten Wassersportlern ist.

## Infrastruktur

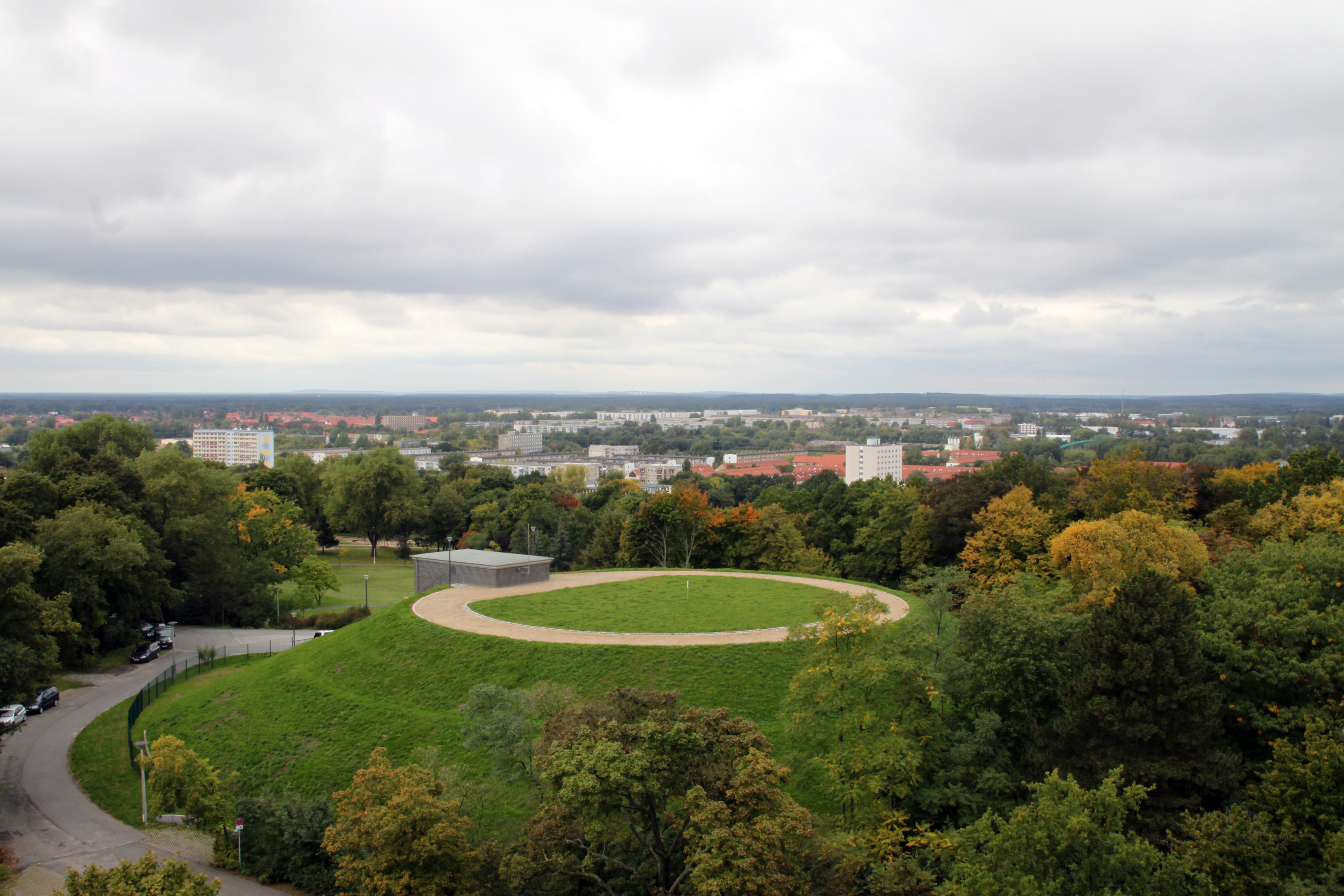
Der Brandenburger Stadtteil Nord vom Marienberg aus gesehen.

Die Buslinien B, C, M und W binden den Stadtteil an die weiterführenden Verkehrsverbindungen an. Die Straßenbahnlinien 1 und 6 tangieren die westliche Stadtteilgrenze auf ihrem Weg in die Innenstadt bzw. nach Hohenstücken. In den Nachtstunden wird der Stadtteil von der Nachtlinie N1 versorgt.